# TBN 차차차 (경인)
박미선의 TBN 차차차는 TBN 경인교통방송(인천, 경기 FM 100.5MHz, 서해5도 FM 105.5MHz)에서 평일 오후 2시 5분부터 3시 55분까지 방송되는 인천, 경기지역의 라디오 교양, 오락, 트로트, 최신음악 프로그램이다.

## 프로그램 소개
- 매일매일 여러분의 일상에 오지랖을 부려드립니다. 한낮의 매콤 달달한 수다타임 박미선의 TBN 차차차

## 코너소개

### 매일코너
- 미선이가좋아하는 삼단게임 - 두뇌 디톡스 시간, 실로폰과 함께 초성 퀴즈를 3단계 힌트를 통해 맞춰보는 코너 화요일은 ASMR퀴즈, 목요일은 동심퀴즈로 함께합니다~
- 우당탕탕 알콩달콩 우리들의 결혼이야기~ 우리결혼했어요~ - 우당탕탕 알콩달콩 우리들의 결혼이야기~ 우리결혼했어요~ 그때 그시절 우리들의 연애부터 결혼까지 사랑이야기를 꽁트로 풀어보는 시간

## 요일 코너

### 월요일
- TBN차차차 상황극 사과할 결심 : 개그맨김일희와 함께하는 매콤달콤 수다 한바탕! 누가 잘못햇을까?! 여러분의선택은?

### 화요일
- TBN차차차 음악실 : 차차차 학교에 방문한 전학생과 함께 하는 음악시간, 초대석 라이브

### 수요일
- 맞소!맞소! 그노래 맞송 : 가수 전승희와 함께 사연에 맞는 맞송을 여러분이 선택해주세요~

### 목요일
- TBN차차차 음악실 : 차차차 학교에 방문한 전학생과 함께 하는 음악시간, 초대석 라이브

### 금요일
- 차차차 흑백 맛대맛! - 흑백요리사 보다 박미선, 먹는데 진심임 MC와 함께 오늘 저녁 메뉴를 밸런스 게임으로 함께 고민해보는 코너